# Farma Tami
Farma Tami (* † um 1540) war ein afrikanischer Herrscher der Temne, Kriegsherr und galt als Begründer des Temne-Reichs.
Den Überlieferungen nach zog Tami aus dem Osten mit einem großen Heer ein und bezwang alle Gegner, ehe er den Rokel erreichte. Dort errichtete er, im heutigen Koya-Chiefdom seine Hauptstadt Robaga, unweit des heutigen Freetown. Möglicherweise war Tami Anführer der Mane, aus denen sich die Mandinka entwickelten. Sie waren seit den frühen 1500er Jahren durch ihre moderne Staatsführung und Kenntnisse des Webens und der Eisennutzung bekannt. Ihre Krieger galten als sehr erfolgreich.